# Eesti Karikas 2018-2019
La Coppa d'Estonia 2018-2019 (in estone Eesti Karikas) è stata la 27ª edizione del torneo. La competizione è iniziata il 5 giugno 2018 ed è terminata il 25 maggio 2019. Il Trans Narva ha vinto il trofeo per la seconda volta nella sua storia, tornando al successo dopo diciotto anni.

## Formula del torneo
La griglia delle partite è stata stilata il 19 maggio 2018, giorno della finale dell'edizione precedente.
Gli accoppiamenti, così come il turno di ingresso nel torneo, sono sorteggiati in modo totalmente casuale e non ci sono teste di serie.
I sorteggi per il secondo turno sono stati effettuati il 19 giugno 2018.
| Turno                | Numero di incontri | Squadre | Entrano a questo turno | Data sorteggio |
| -------------------- | ------------------ | ------- | --- | -------------- |
| Primo turno          | 27                 | 91 → 64 | 6 squadre di Meistriliiga 1 squadra di Esiliiga 3 squadre di Esiliiga B 9 squadre di II Liiga 17 squadre di III Liiga 7 squadre di IV Liiga 11 squadre di Rahvaliiga | 19 maggio 2018 |
| Secondo turno        | 32                 | 64 → 32 | 4 squadre di Meistriliiga 5 squadre di Esiliiga 2 squadre di Esiliiga B 9 squadre di II Liiga 10 squadre di III Liiga 5 squadre di IV Liiga 2 squadre di Rahvaliiga  | 19 giugno 2018 |
| Sedicesimi di finale | 16                 | 32 → 16 | – | 19 luglio 2018 |
| Ottavi di finale     | 8                  | 16 → 8  | – | 24 agosto 2018 |
| Quarti di finale     | 4                  | 8 → 4   | – | 2 marzo 2019   |
| Semifinali           | 2                  | 4 → 2   | – | 25 aprile 2019 |
| Finale               | 1                  | 2 → 1   | – | 25 maggio 2019 |

## Squadre partecipanti
Le 10 squadre della Meistriliiga 2018
- 6 al primo turno: Flora Tallinn, Kuressaare, Levadia Tallinn, Tammeka Tartu, Tulevik Viljandi, Vaprus Pärnu.
- 4 al secondo turno: Kalev Tallinn, Kalju Nõmme, Paide, Trans Narva.

6 delle 10 squadre dell'Esiliiga 2018
- 1 al primo turno: Maardu.
- 5 al secondo turno: Elva, Flora Tallinn U21, Santos Tartu, Tarvas Rakvere, Welco Tartu.

5 delle 10 squadre dell'Esiliiga B 2018
- 3 al primo turno: Järve Kohtla-Järve, Paide U21, TJK Legion.
- 2 al secondo turno: Flora Tallinn U19, Nõmme United.

18 delle 28 squadre della II Liiga 2018
- 9 al primo turno: Ararat/TTÜ, Atli Raplamaa, Kalev Tallinn III, Läänemaa Haapsalu, Paide III, Tabasalu, Tõrva, Tulevik Viljandi 2, Volta Põhja-Tallinn.
- 9 al secondo turno: Järve Kohtla-Järve II, Joker Raasiku, Kalev Sillamäe, Maardu United, Noorus-96 Jõgeva, Otepää, Piraaja Tallinn, Poseidon Pärnu, Viimsi.

27 squadre di III Liiga 2018
- 17 al primo turno: Ambla, Anija, Imavere, Kadrina, Koeru, Loo, Lootos Põlva, Põhja-Sakala, Poseidon Pärnu II, Püsivus Kohila, Rumori Calcio, Sillamäe, FC TransferWise, Viimsi II, Volta Põhja-Tallinn II, Warrior Valga, Wolves Jõgeva.
- 10 al secondo turno: Augur Tallinn, Eston Villa, Helios Tartu, Järva-Jaani, Kadakas Kernu, Kalju Nõmme III, Kose, Vastseliina, Zapoos Tallinn, Zenit Tallinn.

12 squadre di IV Liiga 2018
- 7 al primo turno: FC Tallinn, Igiliikur Viimsi, Illi Vaimastvere, Märjamaa, Maardu United II, Olympic Tallinn, Soccernet.
- 5 al secondo turno: Depoo Tallinn, FC Lelle, Helios Tartu II, Jalgpallihaigla, Wolves Äksi.

13 squadre di Rahvaliiga 2018
- 11 al primo turno: FCP Pärnu, Kohtla-Nõmme, Lõvid Viimsi, Mauruse Saurused, Mulgi Karksi-Nuia, NPM Silmet, Puhkus Mehhikos, Rasmus Värki JK, Raudtetöölised, Viking Tallinn, Wolves Tallinn.
- 2 al secondo turno: Maksatransport, Teleios Laagri.

## Primo turno
| Squadra 1           | Risultato       | Squadra 2              |
| ------------------- | --------------- | ---------------------- |
| 5 giugno 2018       |                 |                        |
| Põhja-Sakala        | 1 – 3           | TJK Legion             |
| 12 giugno 2018      |                 |                        |
| Mulgi Karksi-Nuia   | 1 – 2           | Ambla                  |
| Maardu United II    | 21 – 2          | Mauruse Saurused       |
| 14 giugno 2018      |                 |                        |
| Sillamäe            | 1 – 1 (3-1 dtr) | Anija                  |
| Rumori Calcio       | 3 – 0           | Atli Rapla             |
| Kalev Tallinn III   | 3 – 3 (3-5 dtr) | Läänemaa Haapsalu      |
| 16 giugno 2018      |                 |                        |
| Warrior Valga       | 5 – 1           | Viking Tallinn         |
| Paide III           | 6 – 1           | Püsivus Kohila         |
| Ararat/TTÜ          | 3 – 5 (dts)     | Igiliikur              |
| 17 giugno 2018      |                 |                        |
| Imavere/Forss       | 4 – 3           | Rasmus Värki JK        |
| Noorus-96 Jõgeva    | 8 *             | Raudtetöölised         |
| Kadrina             | 3 – 0           | FCP Pärnu              |
| Koeru               | 3 – 2           | Lõvid Viimsi           |
| Loo                 | 1 – 2           | Vaprus Pärnu           |
| Maardu              | 3 – 0           | Tulevik Viljandi       |
| Olympic Tallinn     | 0 – 16          | Flora Tallinn          |
| Paide U21           | 0 – 3           | Tabasalu               |
| Volta Põhja-Tallinn | 0 – 3           | Tammeka Tartu          |
| Viimsi II           | 3 – 0           | Poseidon Pärnu II      |
| Kuressaare          | 22 – 0          | Lootos Põlva           |
| NPM Silmet          | w/o             | FC Tallinn             |
| Tõrva               | 1 – 3           | Järve Kohtla-Järve     |
| Märjamaa            | 10 – 0          | Wolves Tallinn         |
| Tulevik Viljandi 2  | 4 – 3           | Wolves Jõgeva          |
| 21 giugno 2018      |                 |                        |
| Puhkus Mehhikos     | 2 – 9           | Volta Põhja-Tallinn II |
| FC TransferWise     | 2 – 3           | Kohtla-Nõmme           |
| 22 giugno 2018      |                 |                        |
| Soccernet           | 0 – 12          | Levadia Tallinn        |

## Secondo turno
| Squadra 1          | Risultato       | Squadra 2              |
| ------------------ | --------------- | ---------------------- |
| 28 giugno 2018     |                 |                        |
| Sillamäe           | 0 – 16          | Kalju Nõmme            |
| 29 giugno 2018     |                 |                        |
| Imavere/Forss      | 0 – 10          | Trans Narva            |
| 4 luglio 2018      |                 |                        |
| Helios Tartu       | 0 – 13          | Flora Tallinn          |
| 7 luglio 2018      |                 |                        |
| Levadia Tallinn    | 4 – 1           | Nõmme United           |
| 8 luglio 2018      |                 |                        |
| Jalgpallihaigla    | 0 – 7           | Warrior Valga          |
| 13 luglio 2018     |                 |                        |
| Augur Tallinn      | 1 – 15          | Paide                  |
| 16 luglio 2018     |                 |                        |
| Welco Tartu        | 1 – 0           | Flora Tallinn U19      |
| Teleios Laagri     | 4 – 1           | Kohtla-Nõmme           |
| 17 luglio 2018     |                 |                        |
| Kalev Sillamäe     | 4 – 2           | Tulevik Viljandi 2     |
| Rumori Calcio      | 1 – 8           | Kalev Tallinn          |
| 18 luglio 2018     |                 |                        |
| Wolves Äksi        | w/o             | Maardu United          |
| Ambla              | 1 – 6           | Viimsi                 |
| Eston Villa        | 0 – 4           | Elva                   |
| Flora Tallinn U21  | 10 *            | Maardu United II       |
| Järva-Jaani        | 3 – 1           | Zapoos Tallinn         |
| Järve Kohtla-Järve | 0 – 2           | Tammeka Tartu          |
| Noorus-96 Jõgeva   | 7 – 3           | Otepää                 |
| Kadrina            | 2 – 0           | Depoo Tallinn          |
| Kose               | w/o             | Koeru                  |
| Läänemaa Haapsalu  | 6 – 0           | Kalju Nõmme III        |
| Maardu             | 5 – 1           | Volta Põhja-Tallinn II |
| Märjamaa           | 3 – 3 (2-3 dtr) | Zenit Tallinn          |
| NPM Silmet         | 1 – 2           | Vaprus Pärnu           |
| Tarvas Rakvere     | 0 – 3           | TJK Legion             |
| Tabasalu           | 6 – 0           | FC Lelle               |
| Vastseliina        | 2 – 5           | Santos Tartu           |
| Viimsi II          | 3 – 2           | Maksatransport         |
| 19 luglio 2018     |                 |                        |
| Igiliikur          | 1 – 2           | Järve Kohtla-Järve II  |
| 24 luglio 2018     |                 |                        |
| Piraaja Tallinn    | 7 – 0           | Helios Tartu II        |
| 25 luglio 2018     |                 |                        |
| Kuressaare         | 15 – 0          | Illi Vaimastvere       |
| Paide III          | 10 – 4 (dts)    | Kernu Kadakas          |
| Joker Raasiku      | 4 – 4 (1-3 dtr) | Poseidon Pärnu         |

## Terzo turno
| Squadra 1         | Risultato   | Squadra 2             |
| ----------------- | ----------- | --------------------- |
| 8 agosto 2018     |             |                       |
| Kalev Tallinn     | 3 – 0       | Santos Tartu          |
| 14 agosto 2018    |             |                       |
| Kuressaare        | 2 – 3       | Kalju Nõmme           |
| Paide             | 2 – 1       | Paide III             |
| Tammeka Tartu     | 1 – 0       | Flora Tallinn U21     |
| Viimsi            | 2 – 3       | Elva                  |
| 16 agosto 2018    |             |                       |
| Flora Tallinn     | 13 – 0      | Warrior Valga         |
| Läänemaa Haapsalu | 14 – 1      | Teleios Laagri        |
| TJK Legion        | 3 – 0       | Vaprus Pärnu          |
| 21 agosto 2018    |             |                       |
| Järva-Jaani       | 5 – 0       | Wolves Äksi           |
| Kadrina           | 0 – 7       | Trans Narva           |
| Maardu            | 4 – 0       | Kalev Sillamäe        |
| 22 agosto 2018    |             |                       |
| Poseidon Pärnu    | 0 – 3       | Tabasalu              |
| Viimsi II         | 3 – 2 (dts) | Järve Kohtla-Järve II |
| Zenit Tallinn     | 4 – 2       | Kose                  |
| Welco Tartu       | 0 – 5       | Levadia Tallinn       |
| 23 agosto 2018    |             |                       |
| Piraaja Tallinn   | 3 – 4       | Noorus-96 Jõgeva      |

## Ottavi di finale
| Squadra 1         | Risultato   | Squadra 2         |
| ----------------- | ----------- | ----------------- |
| 5 settembre 2018  |             |                   |
| Maardu            | 4 – 0       | Läänemaa Haapsalu |
| 6 settembre 2018  |             |                   |
| Järva-Jaani       | 0 – 6       | Tammeka Tartu     |
| 25 settembre 2018 |             |                   |
| Levadia Tallinn   | 2 – 1       | Flora Tallinn     |
| Trans Narva       | 8 *         | Noorus-96 Jõgeva  |
| Paide             | 2 – 1       | TJK Legion        |
| Tabasalu          | 6 – 1       | Zenit Tallinn     |
| 26 settembre 2018 |             |                   |
| Kalju Nõmme       | 3 – 0 (dts) | Kalev Tallinn     |
| Viimsi II         | 0 – 3       | Elva              |

## Quarti di finale
| Squadra 1      | Risultato   | Squadra 2       |
| -------------- | ----------- | --------------- |
| 23 aprile 2019 |             |                 |
| Kalju Nõmme    | 2 – 1 (dts) | Tammeka Tartu   |
| Tabasalu       | 1 – 5       | Elva            |
| 24 aprile 2019 |             |                 |
| Trans Narva    | 2 – 0       | Maardu          |
| Paide          | 1 – 4 (dts) | Levadia Tallinn |

## Semifinali
| Squadra 1     | Risultato   | Squadra 2       |
| ------------- | ----------- | --------------- |
| 7 maggio 2019 |             |                 |
| Trans Narva   | 5 – 0       | Elva            |
| 8 maggio 2019 |             |                 |
| Kalju Nõmme   | 3 – 2 (dts) | Levadia Tallinn |

## Finale
| Arbitro: | Grigori Ošomkov |

|                                    |           |           |
| Zakarlyuka 44’ (Rig) Plotnikov 93’ | Marcatori | 32’ Liliu |